# Lofn
Lofn (No norueguês arcaico poderia significar, "a consoladora" ou "a leve", também chamada de Lofna, Lofe, Lofua) é a deusa do amor proibido e dos casamentos. Na mitologia/religião diz-se que ela sorri para uniões ilegais.

## Retratações
Eventualmente ela é retratada como serva de Frigg e Odin e filha de Freya com o anão Iwaldi. É membro dos Asyjuns.